# Polska Organizacja Wojskowa Górnego Śląska
Polska Organizacja Wojskowa Górnego Śląska (skr. POW Górnego Śląska lub POW G.Śl.) – nadzorowana i współtworzona przez Oddział VI (późniejszy II) Sztabu Generalnego Wojska Polskiego i Naczelną Radę Ludową autonomiczna górnośląska organizacja konspiracyjna do walki nieregularnej, podjazdowej o secesję Górnego Śląska od Rzeszy Niemieckiej i przyłączenie go do Polski.

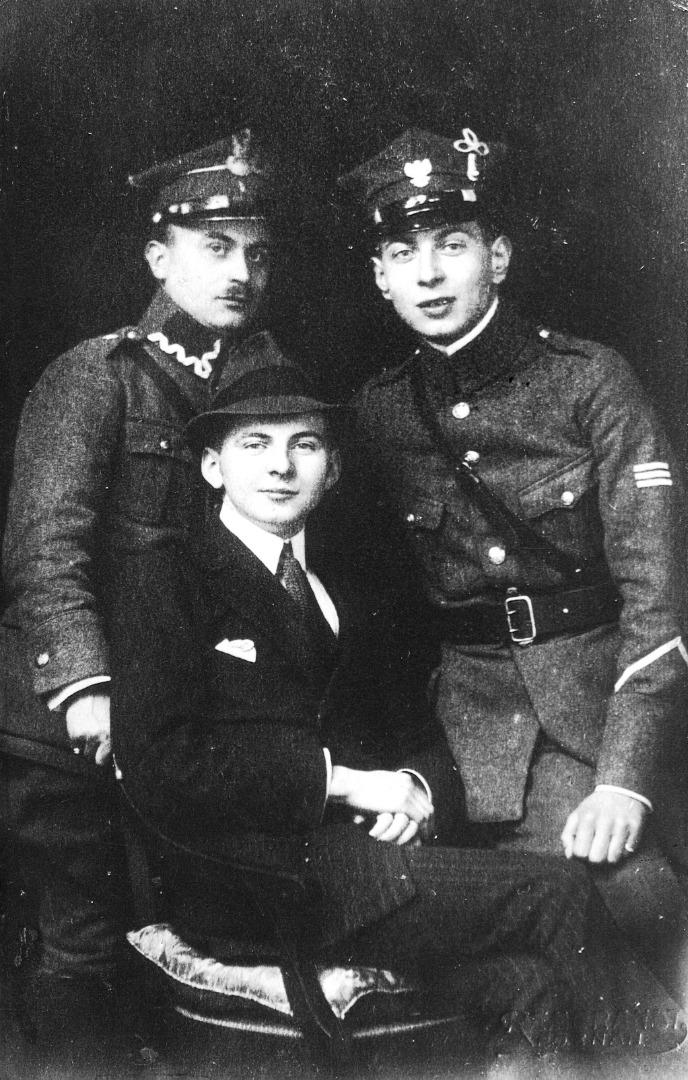
Działacze POW Górnego Śląska: Teodor Kulik (pierwszy z lewej), Walter Larysz i Bronisław Janowski (siedzi).

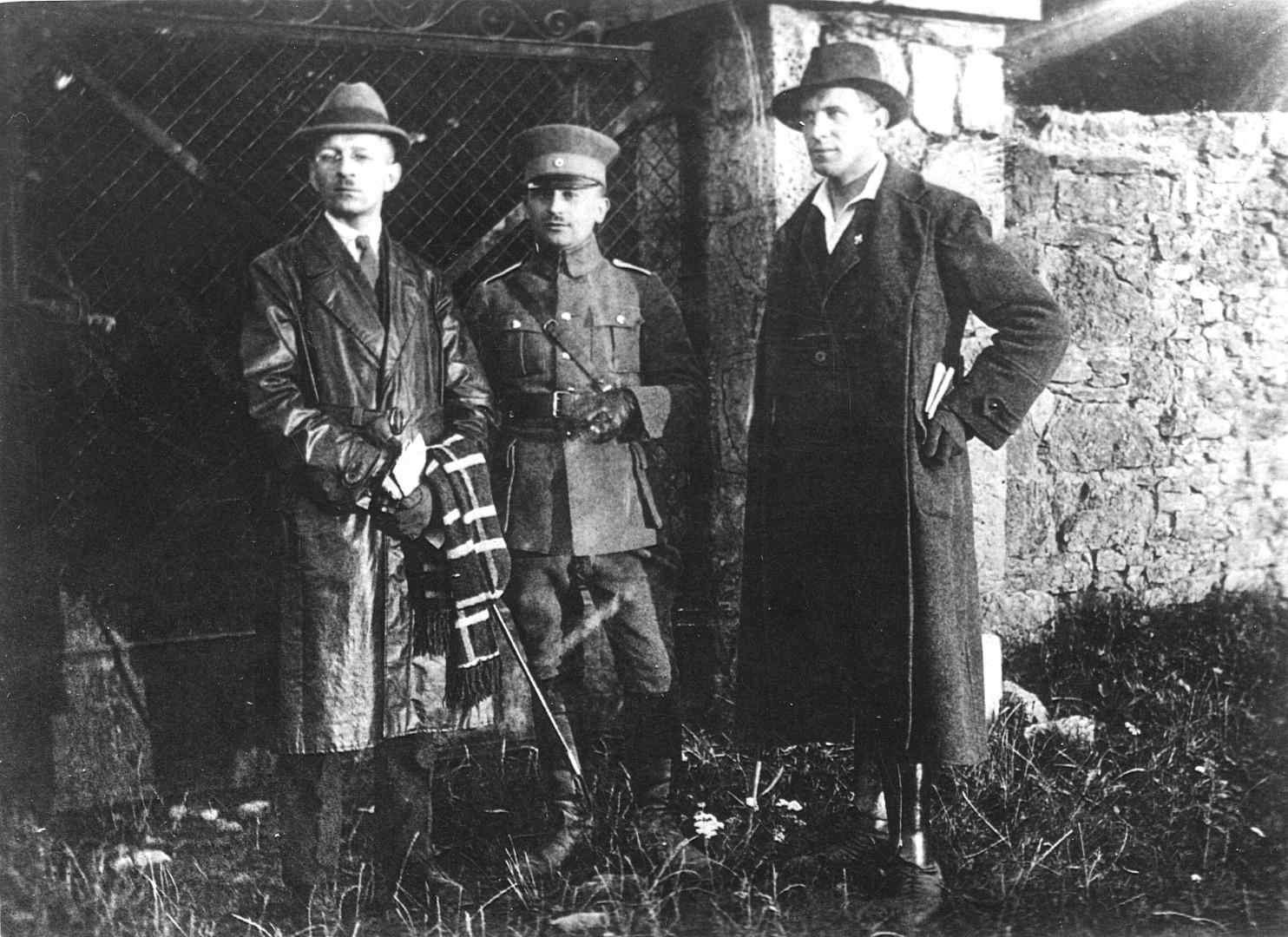
Działacze POW Górnego Śląska: Józef Szafarczyk (pierwszy od lewej), Teodor Kulik, Seweryn Jędrysik, 1921 r.

## Historia
Organizacja ta powstała 11 stycznia 1919 w Katowicach. Była główną polską siłę zbrojną w powstaniach śląskich 1919–1921.
Działali w niej m.in.: Józef Grzegorzek, Alfons Zgrzebniok, Józef Michalski, Jan Wyglenda, Walenty Fojkis, Karol Grzesik, Stanisław Mastalerz, Adam Kocur, Stanisław Krzyżowski, Alojzy Nikodem Fizia, Rudolf Kornke, Maksymilian Iksal, Jan Józef Ludyga-Laskowski, Mieczysław Andrzejewski, Jan Keller, Seweryn Jędrysik, Teodor Kulik. Przed I powstaniem śląskim oddziały powstańcze tworzone były m.in. w oparciu o członków miejscowego Towarzystwa Gimnastycznego „Sokół”. Jego członkami byli prawie wszyscy wyżej wymienieni. Członkowie tego towarzystwa stali się trzonem sił powstańczych. Współorganizatorem tych sił w 1919 był Józef Dreyza, naczelnik Okręgu Śląskiego „Sokoła”, który jednak już w lutym 1919 został skreślony z listy członków POW G.Śl. Drugim ważnym ośrodkiem, z którego rekrutowali się powstańcy śląscy, był Związek Śląskich Kół Śpiewaczych, liczący w 1919 kilkanaście tys. członków (w 1921 przeszło 20 tys.). Sekretarzem generalnym tego związku był w latach 1912–1913 Józef Grzegorzek, główny organizator i rzeczywisty przywódca POW G.Śl. w 1919.
Partyzantom pomagali i współpracowali z nimi obywatele Rzeczypospolitej Polskiej, żołnierze wywiadu wojskowego z Oddziału VI Sztabu Generalnego Wojska Polskiego (od 13 lutego 1919 z Oddziału VI (później II) Naczelnego Dowództwa Wojska Polskiego).
Licząca około 23 tys. członków organizacja w nocy z 16 na 17 sierpnia 1919 w następstwie rozkazu wydanego przez Maksymiliana Iksala lub osobę z kręgów dowódczych rozpoczęła I powstanie śląskie. Po II powstaniu śląskim poinformowano o rozwiązaniu POW G.Śl. Jednakże jej miejsce zajęła daleka nazwą od wojska Centrala Wychowania Fizycznego.

## Centrala Wychowania Fizycznego
Powstanie organizacji CWF zostało ogłoszone we wrześniu 1920 i formalnie miała się ona zajmować propagowaniem zdrowego stylu życia i upowszechnianiem sportu. De facto CWF była instytucją przykrycia działań na terytorium powersalskiej Rzeszy Niemieckiej żołnierzy i agentów wywiadu z Sekcji Plebiscytowej Oddziału II Sztabu Ministerstwa Spraw Wojskowych, kierowanej przez kpt. Tadeusza Puszczyńskiego. Jej siedziba mieściła się w Hotelu Lomnitz w Bytomiu. W rzeczywistości organizacja zajmowała się ochroną polskich wieców i placówek plebiscytowych, chroniąc osoby przygotowujące plebiscyt przed niemieckimi bojówkarzami z Kampforganisation Oberschlesien (Organizacji Bojowej Górnego Śląska). Na najwyższym szczeblu CWF powstał organ o nazwie Centrala, który był podporządkowany Polskiemu Komisariatowi Plebiscytowemu pod kierownictwem Wojciecha Korfantego. Na czele CWF stał kpt. Mieczysław Paluch, a potem ppor. Mieczysław Chmielewski. Szefem sztabu CWF był kpt. Alfons Zgrzebniok (dowódca I i II powstania śląskiego), a jego zastępcą kpt. Michał Grażyński (późniejszy wojewoda śląski). Szefem sztabu technicznego był Józef Jędrośka, szefem referatu wywiadowczego – Józef Witczak. Przedstawicielstwem CWF w Polsce był Związek Przyjaciół Górnego Śląska. Po II powstaniu śląskim CWF zmieniła struktury partyzanckie na wzór przyjęty w wojsku regularnym. Pod koniec 1920 CWF miała 16 tys. zaprzysiężonych członków i tyle samo współpracowników, jednak dużym problemem tej organizacji był fakt, że rząd polski nie doceniał determinacji Ślązaków i nie wykazywał dostatecznego zainteresowania wsparciem CWF w środki do dalszej działalności, co stało się podstawą do wystosowania dramatycznego memoriału przez dowództwo CWF w dniu 20 grudnia 1920. Dnia 15 stycznia 1921 CWF została rozwiązana i włączona do nowej tajnej organizacji wojskowej pod nazwą Dowództwo Obrony Plebiscytu.

## Dowództwo Obrony Plebiscytu
Organizacja ta powstała 11 grudnia 1920 w Kępnie w Wielkopolsce z inicjatywy gen. Kazimierza Raszewskiego i Wojciecha Korfantego. Początkowo w celach konspiracyjnych nosiła ona nazwę Warszawskie Towarzystwo Przemysłowo-Budowlane. Dowództwo Obrony Plebiscytu po wcieleniu do niego CWF stało się głównym ośrodkiem dowódczym polskiego podziemnego ruchu zbrojnego na Górnym Śląsku. Ze względów bezpieczeństwa siedziba kierownictwa znajdowała się w Grodźcu, a od lutego 1921 w Sosnowcu. Oprócz CWF w skład DOP weszli także popowstaniowi śląscy uchodźcy, Związek Przyjaciół Górnego Śląska (jako organ kwatermistrzowski) i Związek Hallerczyków (skupiający kilka tysięcy Górnoślązaków z dawnej armii Hallera).
Na czele organizacji stał początkowo płk dr Paweł Chrobok, a jego zastępcą był ppłk Maciej Mielżyński (w kwietniu został jej dowódcą). W szeregi tej organizacji zostały powołane kilkuosobowe inspektoraty, które z czasem poza funkcjami inspekcyjnymi przejęły funkcje dowódcze w terenie.
Powstały następujące inspektoraty:
1. Inspektorat – Katowice, Bytom, Zabrze, Królewska Huta;
2. Inspektorat – Racibórz, Pszczyna, Rybnik;
3. Inspektorat – Gliwice, Tarnowskie Góry;
4. Inspektorat – Lubliniec, Olesno;
5. Inspektorat – Opole, Kluczbork;
6. Inspektorat – Strzelce Opolskie, Koźle, Prudnik.

Na czele Głównego Inspektoratu stał Karol Grzesik.
Dowództwo Obrony Plebiscytu w lutym 1921 liczyło ok. 30 tys. członków, a w kwietniu 1921 już ok. 40 tys. W celu uzyskania wsparcia w wyposażeniu DOP nawiązała współpracę z dowódcami sąsiadujących ze Śląskiem polskich okręgów wojskowych: gen. Kazimierzem Raszewskim w Poznaniu i gen. Stanisławem Szeptyckim w Krakowie, którzy wbrew stanowisku rządu polskiego (niechcącego zaogniać sytuacji) przekazywali potajemnie uzbrojenie na Górny Śląsk. Po plebiscycie i niekorzystnych dla Polaków propozycjach podziału Górnego Śląska, w DOP przystąpiono do przygotowywania powstania. W chwili ogłoszenia stanu alarmowego w dniu 2 maja 1921 DOP przekształcono w Naczelną Komendę Wojsk Powstańczych.

## Naczelna Komenda Wojsk Powstańczych
Najwyższy polski organ militarny na Górnym Śląsku powstały w przededniu wybuchu III powstania śląskiego, 2 maja 1921. Komendą kierował ppłk Maciej Mielżyński, a od 7 czerwca 1921 ppłk Kazimierz Zenkteller. Naczelna Komenda zajmowała się dowodzeniem i organizacją zaopatrzenia w czasie walk powstańczych. Wojciech Korfanty w tym czasie koordynował działania polityczne, piastując funkcję dyktatora w organie o nazwie Naczelna Władza Cywilna na Górnym Śląsku i w jego Komitecie Wykonawczym, w którego skład wchodzili: Józef Rymer, Józef Grzegorzek, Józef Biniszkiewicz, Franciszek Roguszczak, Michał Grajek, Adam Wojciechowski i Klemens Borys.
Siedziba Naczelnej Komendy mieściła się w Szopienicach przy ul. Lwowskiej 2 (obecnie VI Liceum Ogólnokształcące im. Jana Długosza w Katowicach-Szopienicach).
Naczelna Komenda została zlikwidowana w lipcu 1921, po zakończeniu III powstania śląskiego.